# صابر عید
صابر عید (انگلیسی: Saber Eid؛ زادهٔ ۱ مهٔ ۱۹۵۹) یک بازیکن فوتبال اهل مصر است. 
از باشگاه‌هایی که در آن بازی کرده‌است می‌توان به باشگاه ورزشی غزل المحله اشاره کرد. وی عضو تیم ملی فوتبال مصر در جام جهانی فوتبال ۱۹۹۰ بوده است.